# Wyszkiwka
Wyszkiwka (ukr. Вишківка) – wieś na Ukrainie, w obwodzie żytomierskim, w rejonie nowogrodzkim, nad Słuczą. W 2001 roku liczyła 115 mieszkańców.